# مارتین سورزاک

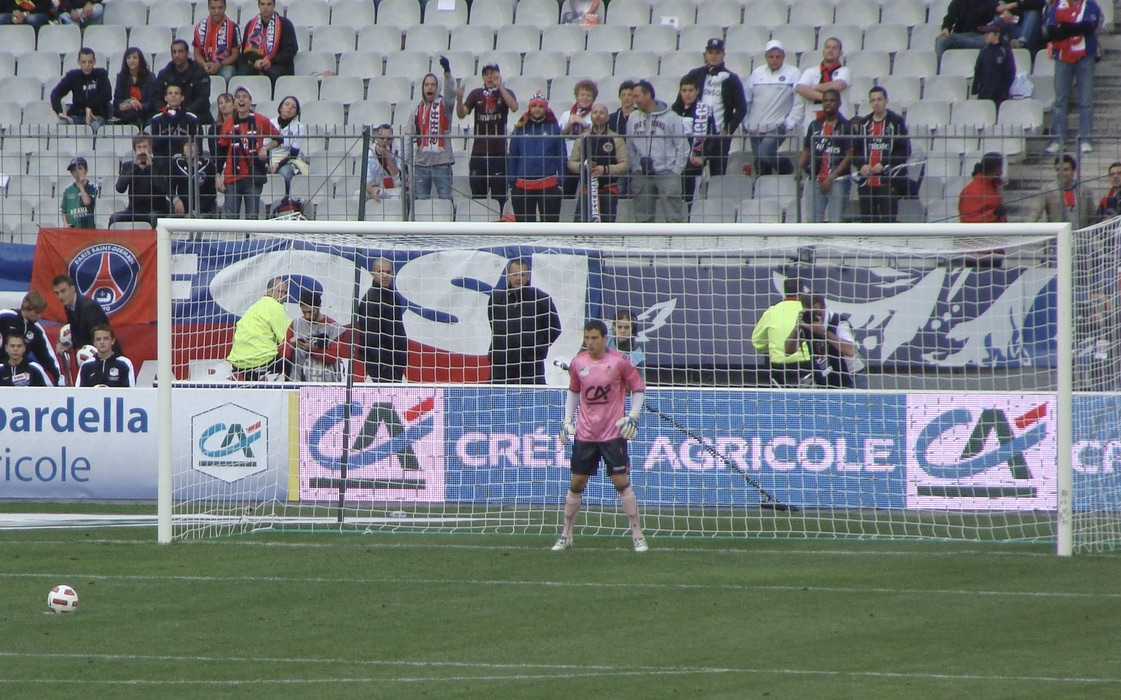
مارتین سورزاک (2011)

مارتین سورزاک (انگلیسی: Martin Sourzac؛ زادهٔ ۲۵ مارس ۱۹۹۲) بازیکن فوتبال اهل فرانسه است.
از باشگاه‌هایی که در آن بازی کرده‌است می‌توان به آ.اس موناکو اشاره کرد.